# Margaret Macchiut
Margaret Macchiut (Nova Gorica, 25 luglio 1974) è un'ex ostacolista italiana, dodici volte campionessa nazionale.

## Biografia
Il suo 13"03 è stato stabilito a Valencia il 28 maggio 2006 e rappresenta la 4ª prestazione italiana all-time alle spalle del record italiano 12"97 di Carla Tuzzi, del 12"98 di Micol Cattaneo e del 13"01 di Marzia Caravelli.

## Palmarès
| Anno | Manifestazione          | Sede   | Evento             | Risultato | Prestazione | Note  |
| ---- | ----------------------- | ------ | ------------------ | --------- | ----------- | ----- |
| 2001 | Giochi del Mediterraneo | Tunisi | 100 metri ostacoli | Bronzo    | 13"31       | [ 2 ] |

## Campionati nazionali
- 7 volte  outoor sui 100 m hs (1999/2004 e 2006)
- 5 volte  indoor sui 60 m hs (2000/2002 e 2005-2006)